# Дауда, Кассали
Кассали́ Дауда́ (фр. Kassaly Daouda; род. 19 августа 1983, Досо) — нигерский футболист, вратарь клуба «Кацина Юнайтед». Выступал за национальную сборную Нигера.

## Клубная карьера
Начал карьеру в сезоне 1997/98 в составе ниамейского «Олимпика», где выступал до 2001 года. Затем Дауда представлял цвета «ЖС ду Тенере» (2002—2003) и «Сахеля» (2003—2006). В 2007 году перешёл в камерунский «Котон Спорт». В составе команды стал чемпионом Камеруна в сезоне 2007/08 и дошёл до финала Лиги чемпионов КАФ. В феврале 2009 года стал игроком румынского «Рапида», с которым подписал трёхлетний контракт. Тем не менее в составе бухарестского клуба он не закрепился и летом 2009 года вернулся в «Котон Спорт».
В сезоне 2012/13 Дауда играл в чемпионате ЮАР за «Чиппа Юнайтед». После этого он защищал цвета «Нигелека» (2013—2014), «Мангаспорта» (2015—2016), «Дуана» (2016—2017) и «Полиции» (2017—2018). С декабря 2019 года — игрок нигерийского клуба «Кацина Юнайтед».

## Карьера в сборной
В составе национальной сборной Нигера дебютировал 7 сентября 2002 года в матче квалификации Кубка африканских наций 2004 против Эфиопии (3:1). В составе сборной выступал на двух Кубках африканских наций в 2012 и 2013 годах, где Нигер не сумел преодолеть групповой этап. Участник пяти отборочных кампаний к чемпионату мира. Дауда является рекордсменом Нигера по количеству проведённых матчей за национальную команду. По состоянию на январь 2022 года он сыграл в 83 официальных матчах.

## Достижения
«Котон Спорт»
- Чемпион Камеруна: 2007/08
- Финалист Лиги чемпионов КАФ: 2008